# Thymus thracicus
Thymus thracicus — вид рослин родини глухокропивові (Lamiaceae), поширений в Італії, колишній Югославії, Албанії, Греції, Болгарії, Туреччині.

## Опис
Листки здебільшого 8–12 × (2)3–4 мм. 
Рослина формує вільний килимок. Квітучі стебла до 10 см заввишки, кожен з яких виникає з базального скупчення невеликих листків. Нормальні листи еліптичні ширококінцеві, довжиною 8–12 мм. Квіти пурпурові, довжиною 6–8 мм, з багрянистими чашечками, у від округлих до коротко циліндричних колосах. T.t. var. longidens має листя від ланцетного до ланцетного загостреного до основи, як правило, з червонуватим рум'янцем; квітучі стебла до 12 см — Болгарія й Туреччина.

## Поширення
Країни поширення: Албанія, Болгарія, Греція, Італія, Туреччина, колишня Югославія.